# Ariocarpus scaphirostris
Ariocarpus scaphirostris ist eine Pflanzenart in der Gattung Ariocarpus aus der Familie der Kakteengewächse (Cactaceae). Das Artepitheton scaphirostris leitet sich vom griechischen Wort skaphe für ‚Schiff‘ sowie dem lateinischen Wort rostrum für ‚Schnabel‘ ab und verweist auf die Form der Warzenspitzen. Trivialnamen sind „Orejas de Conejo“ und „Orejitas“.

## Beschreibung
Ariocarpus scaphirostris wächst geophytisch mit dunkelgrünen bis braunen Körpern die Durchmesser von 4 bis 9 Zentimeter aufweisen und von denen nur die Warzen aus der Bodenoberfläche herausragen. Die im Querschnitt etwas dreieckigen Warzen sind spreizend, etwas zugespitzt und mehr als doppelt so lang wie breit. Areolen fehlen oder befinden sich nahe an der Spitze der Warzen.
Die magentafarbenen Blüten erreichen Durchmesser von 4 Zentimetern. Die grünlichen Früchte sind 9 bis 15 Millimeter lang.

## Systematik, Verbreitung und  Gefährdung
Ariocarpus scaphirostris ist im mexikanischen Bundesstaat Nuevo León auf schieferigem Kalkstein in nur einem einzigen Tal verbreitet.
Die Erstbeschreibung erfolgte 1930 durch Friedrich Bödeker. Bödekers ursprüngliche Schreibweise „Ariocarpus scapharostrus“ wurde 1991 durch David Richard Hunt korrigiert, da sie gemäß Artikel 61.1 des Internationalen Codes der Botanischen Nomenklatur ein ungültiger Name ist.
Ariocarpus scaphirostris wird in Anhang I des Washingtoner Artenschutz-Übereinkommen geführt. In der Roten Liste gefährdeter Arten der IUCN ist sie als „Endangered (EN)“, d. h. stark gefährdet eingestuft.

## Inhaltsstoffe
In Ariocarpus scaphirostris wurden Hordenin, N-Methyltyramin, N-Methyl-3,4-dimethoxy-β-phenethylamin und N,N-Dimethyl-3,4-dimethoxy-β-phenethylamin nachgewiesen.

## Nachweise